# ドローンズ (アルバム)
『ドローンズ』（英: Drones）は、イギリスのロックバンド、ミューズの7thアルバム。本国イギリスでは2015年6月8日、日本では2015年6月10日（その他の世界各国では2015年6月5日から6月10日の期間）にリリースされた。

## 概要
完全セルフ・プロデュースの前2作（『ザ・レジスタンス』、『ザ・セカンド・ロウ〜熱力学第二法則』）とは打って変わり、本作はロバート・ジョン・"マット"・ラング（AC/DC、デフ・レパード等）との共同プロデュース作品である。
また、今作はコンセプト・アルバムとなっており、前作とは変わったものとなっている。

## 反響
2003年の3rdアルバム『アブソルーション』から本作で5作連続となる全英1位を記録。また、全米ではバンド初の初登場1位（1位自体も初）を獲得した。その他22ヶ国のチャートでも1位を獲得するなど、大きな成功を収めている。第58回グラミー賞にて5thアルバム『ザ・レジスタンス』から3作連続でノミネートし、今作で『ザ・レジスタンス』以来2度目の最優秀ロック・アルバム賞を受賞した。

## 収録曲
| 全作詞・作曲: マシュー・ベラミー。 |                                                 |                    |                    |       |
| #                                  | タイトル                                        | 作詞               | 作曲・編曲         | 時間  |
| 1.                                 | 「デッド・インサイド - Dead Inside」            | マシュー・ベラミー | マシュー・ベラミー | 4:22  |
| 2.                                 | 「【ドリル・サージェント】 - [Drill Sergeant]」 | マシュー・ベラミー | マシュー・ベラミー | 0:21  |
| 3.                                 | 「サイコ - Psycho」                             | マシュー・ベラミー | マシュー・ベラミー | 5:16  |
| 4.                                 | 「マーシー - Mercy」                            | マシュー・ベラミー | マシュー・ベラミー | 3:51  |
| 5.                                 | 「リーパーズ - Reapers」                        | マシュー・ベラミー | マシュー・ベラミー | 5:59  |
| 6.                                 | 「ザ・ハンドラー - The Handler」                | マシュー・ベラミー | マシュー・ベラミー | 4:33  |
| 7.                                 | 「【JFK】 - [JFK]」                             | マシュー・ベラミー | マシュー・ベラミー | 0:54  |
| 8.                                 | 「ディフェクター - Defector」                   | マシュー・ベラミー | マシュー・ベラミー | 4:33  |
| 9.                                 | 「リヴォルト - Revolt」                         | マシュー・ベラミー | マシュー・ベラミー | 4:05  |
| 10.                                | 「アフターマス - Aftermath」                    | マシュー・ベラミー | マシュー・ベラミー | 5:47  |
| 11.                                | 「ザ・グローバリスト - The Globalist」          | マシュー・ベラミー | マシュー・ベラミー | 10:07 |
| 12.                                | 「ドローンズ - Drones」                         | マシュー・ベラミー | マシュー・ベラミー | 2:49  |
| 合計時間:                          | 合計時間:                                       | 52:40              |                    |       |

### 初回生産限定スペシャル・エディション盤DVD
1. サイコ (ライヴ・アット・グラスゴー) - 5:45
2. デッド・インサイド (ライヴ・アット・ブライトン) - 4:39
3. ザ・ハンドラー (サウンドチェック、エクセター) - 4:45
4. リーパーズ (ライヴ・アット・エクセター) - 6:18
5. ボーナス・スタジオ映像 (アルバムのメイキング映像、日本語字幕付) - 9:57

## シングル
1. サイコ - Psycho
プロモーションシングルでもあり、デッド・インサイドのB面に収録されている。
2. デッド・インサイド - Dead Inside
先行シングルカット。
3. マーシー - Mercy
ミュージックステーションでこの曲を演奏。
4. リヴォルト - Revolt
5. アフターマス - Aftermath
ミュージックビデオは鉄拳が担当。戦地に赴いた一人の兵士の心情を描いている。
6. リーパーズ - Reapers

## リリース
| 国               | 発売日        | 規格                                | レーベル                       |
| ---------------- | ------------- | ----------------------------------- | ------------------------------ |
| オーストラリア   | 2015年6月5日  | CD、CD+DVD、LP、CD+DVD+LP、音楽配信 | ワーナー・ブラザース・レコード |
| オーストリア     | 2015年6月5日  | CD、CD+DVD、LP、CD+DVD+LP、音楽配信 | ワーナー・ブラザース・レコード |
| フィンランド     | 2015年6月5日  | CD、CD+DVD、LP、CD+DVD+LP、音楽配信 | ワーナー・ブラザース・レコード |
| ドイツ           | 2015年6月5日  | CD、CD+DVD、LP、CD+DVD+LP、音楽配信 | ワーナー・ブラザース・レコード |
| アイルランド     | 2015年6月5日  | CD、CD+DVD、LP、CD+DVD+LP、音楽配信 | ワーナー・ブラザース・レコード |
| オランダ         | 2015年6月5日  | CD、CD+DVD、LP、CD+DVD+LP、音楽配信 | ワーナー・ブラザース・レコード |
| ニュージーランド | 2015年6月5日  | CD、CD+DVD、LP、CD+DVD+LP、音楽配信 | ワーナー・ブラザース・レコード |
| スイス           | 2015年6月5日  | CD、CD+DVD、LP、CD+DVD+LP、音楽配信 | ワーナー・ブラザース・レコード |
| イギリス         | 2015年6月8日  | CD、CD+DVD、LP、CD+DVD+LP、音楽配信 | ワーナー・ブラザース・レコード |
| フランス         | 2015年6月8日  | CD、CD+DVD、LP、CD+DVD+LP、音楽配信 | ワーナー・ブラザース・レコード |
| ポーランド       | 2015年6月8日  | CD、CD+DVD、LP、CD+DVD+LP、音楽配信 | ワーナー・ブラザース・レコード |
| カナダ           | 2015年6月9日  | CD、CD+DVD、LP、CD+DVD+LP、音楽配信 | ワーナー・ブラザース・レコード |
| イタリア         | 2015年6月9日  | CD、CD+DVD、LP、CD+DVD+LP、音楽配信 | ワーナー・ブラザース・レコード |
| スペイン         | 2015年6月9日  | CD、CD+DVD、LP、CD+DVD+LP、音楽配信 | ワーナー・ブラザース・レコード |
| アメリカ         | 2015年6月9日  | CD、CD+DVD、LP、CD+DVD+LP、音楽配信 | ワーナー・ブラザース・レコード |
| 日本             | 2015年6月10日 | CD、CD+DVD、LP、CD+DVD+LP、音楽配信 | ワーナー・ブラザース・レコード |
| ノルウェー       | 2015年6月10日 | CD、CD+DVD、LP、CD+DVD+LP、音楽配信 | ワーナー・ブラザース・レコード |
| スウェーデン     | 2015年6月10日 | CD、CD+DVD、LP、CD+DVD+LP、音楽配信 | ワーナー・ブラザース・レコード |